# Ребекка (фільм, 1940)
«Ребекка» (англ. Rebecca) — художній фільм в жанрі трилер, знятий режисером Альфредом Гічкоком у 1940 році, за однойменним романом англійської письменниці Дафни дю Мор'є. Головні ролі виконували Лоуренс Олів'є та Джоан Фонтейн. Фільм отримав дві премії «Оскар», в тому числі як найкращий фільм року. На 1 березня 2024 року фільм займав 244-ту позицію у списку 250 найкращих фільмів за версією IMDb.
Згідно з голлівудським морально-етичним кодексом кіновиробників, вбивця у жодному разі не повинен був уникнути кари за скоєний злочин, тому сценарій має розбіжність з романом в тому, що смерть Ребекки представлена в Гічкока як нещасний випадок).
Український переклад зроблено телеканалом 1+1, на якому цей фільм транслювався.

## Сюжет
Англійський аристократ Максиміліан де Вінтер — заможна людина, приблизно рік тому втратив свою дружину, Ребекку де Вінтер. Він приїжджає до Монте-Карло, де зустрічає місис Ван Гоппер і її юну компаньйонку. Поступово Максиміліан так зацікавлюється молодою дівчиною, що одружується з нею.
Максиміліан і нова місис де Вінтер повертаються у Мандерлі, родинний маєток де Вінтерів у Корнуоллі, але з часу їх прибуття нову місис де Вінтер пригнічують та переслідують нагадування про Ребекку, які вона знаходить абсолютно у всьому, що пов'язано з Мандерлі. До того ж прислуга Ребекки місіс Денверс відчайдушно відкидає нову дружину Максиміліана, немов присутність молодої дівчини загрожує пам'яті Ребекки.
Більшу частину фільму події відбуваються плавно, постійно не покидає відчуття того, що не все так просто. Надалі сюжет стає непередбачуваним, закрученим, більш притаманним фільмам Гічкока. Саме завдяки цьому фільм і став надбанням світової кінокласики.

## У ролях
- Лоуренс Олів'є — Максиміліан де Вінтер
- Джоан Фонтейн — місис де Вінтер
- Джордж Сандерс — Джек Февелл
- Джудіт Андерсон — місис Денверс
- Найджел Брюс — Джайлз Лейсі
- Реджинальд Денні — Френк Кроулі
- Сі Обрі Сміт — полковник Джуліан
- Гледіс Купер — Беатріса Лейсі
- Флоренс Бейтс — місис Едіт Ван Гоппер
- Мелвілл Купер — коронер
- Леонард Карі — господар Chalcroft
- Лумсден Гаре — Таббс
- Едвард Філдінґ — Фріц
- Філіп Вінтер — Роберт

## Нагороди та номінації

### Нагороди
- 1941 — Премія «Оскар»:
- Премія за найкращий фільм — «Selznick International Pictures» та Девід Олівер Сельцник
- Премія за найкращу операторську роботу — Джордж Барнс

### Номінації
- 1941 — Премія «Оскар»:
- Номінація на премію за найкращу роботу художника-постановника — Лайл Р. Вілер
- Номінація на премію за найкращу чоловічу роль — Лоуренс Олів'є
- Номінація на премію за найкращу жіночу роль — Джоан Фонтейн
- Номінація на премію за найкращу жіночу роль другого плану — Джудіт Андерсон
- Номінація на премію за найкращу режисерську роботу — Альфред Гічкок
- Номінація на премію за найкращий монтаж — Гел С. Керн
- Номінація на премію за найкращу музику до фільму — Франц Ваксмен
- Номінація на премію за найкращий адаптований сценарій — Роберт Еммет Шервуд та Джоан Гаррісон
- Номінація на премію за найкращі візуальні ефекти — Джек Косґрув та Артур Джонс

Також кінострічка зайняла 80-те місце в списку ста найгостросюжетніших американських фільмів за сто років за версією AFI, героїня місис Денверс (Mrs. Danvers) зайняла 31-ше місце в списку ста найкращих героїв і лиходіїв за версією AFI.

## Цікаві факти про фільм

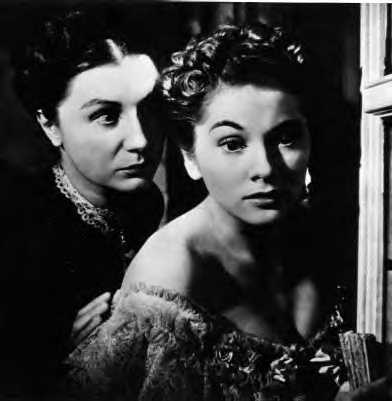
Джудіт Андерсон та Джоан Фонтейн у кадрі з фільму.

- Альфреда Гічкока можна помітити у сцені, де Джек Фавелл телефонує незадовго до закінчення фільму.
- «Ребекка» стала першим голлівудським фільмом Альфреда Гічкока та єдиною його картиною, яка виграла премію «Оскар» у номінації «Найкращий фільм року».
- «Ребекка» стала першою картиною, яку Альфред Гічкок зробив у співпраці з Девідом О. Селцьником.
- На відміну від більшості своїх фільмів Альфред Гічкок не брав участі в написанні сценарію цієї картини.
- Альфред Гічкок хотів поставити фільм кілька років до того, але не зміг цього зробити, тому що не міг дозволити собі купити права на екранізацію роману Дафни дю Мор'є.
- Уважний глядач може помітити, що протягом усього фільму місис Денверс швидше ковзає, ніж ходить. Саме такого ефекту домагався режисер, намагаючись показати місис Денверс виключно з погляду місис де Вінтер (Джоан Фонтейн).
- Як і у книзі, глядач так і не дізнається імені місис де Вінтер.
- На роль місис де Вінтер розглядалися близько 20 актрис, серед яких були Маргарет Саллаван, Енн Бакстер, Вів'єн Лі, Олівія де Гевіленд, Лоретта Янґ, Морін О'Хара та інші.
- Лоуренс Олів'є хотів, щоб Вів'єн Лі зіграла місис де Вінтер. Проте роль дісталася Джоан Фонтейн. Протягом усього періоду фільмування Лоренс ставився до неї дуже вороже і непривітно. Після того, як це зауважив Альфред Хічкок, він попросив знімальну групу ставитися до неї так само. Таким чином, режисер намагався домогтися від актриси максимальної сором'язливості та невпевненості, що було потрібно від її героїні.
- У першому варіанті сценарію головну героїню звали Дафна, як і автора оригінального роману.
- Рональд Колман відмовився від ролі Максиміліана де Вінтера.
- Попри всі зусилля продюсерів, їм так і не вдалося знайти відповідного місця для зйомок Мандерлі. Тому у фільмі була використана мініатюрна модель.